# Isla Casayeta
Isla Casayeta ist eine kleine, bewohnte panamaische Insel, die Teil der Perleninseln im Golf von Panama ist. Die Insel liegt in der Provinz Panamá, knapp 40 km von der Küste Panamas entfernt und ist 0,43 km² groß. Auf der Insel befindet sich eine 400 Meter lange Graslandepiste.